# Sorin Vieru

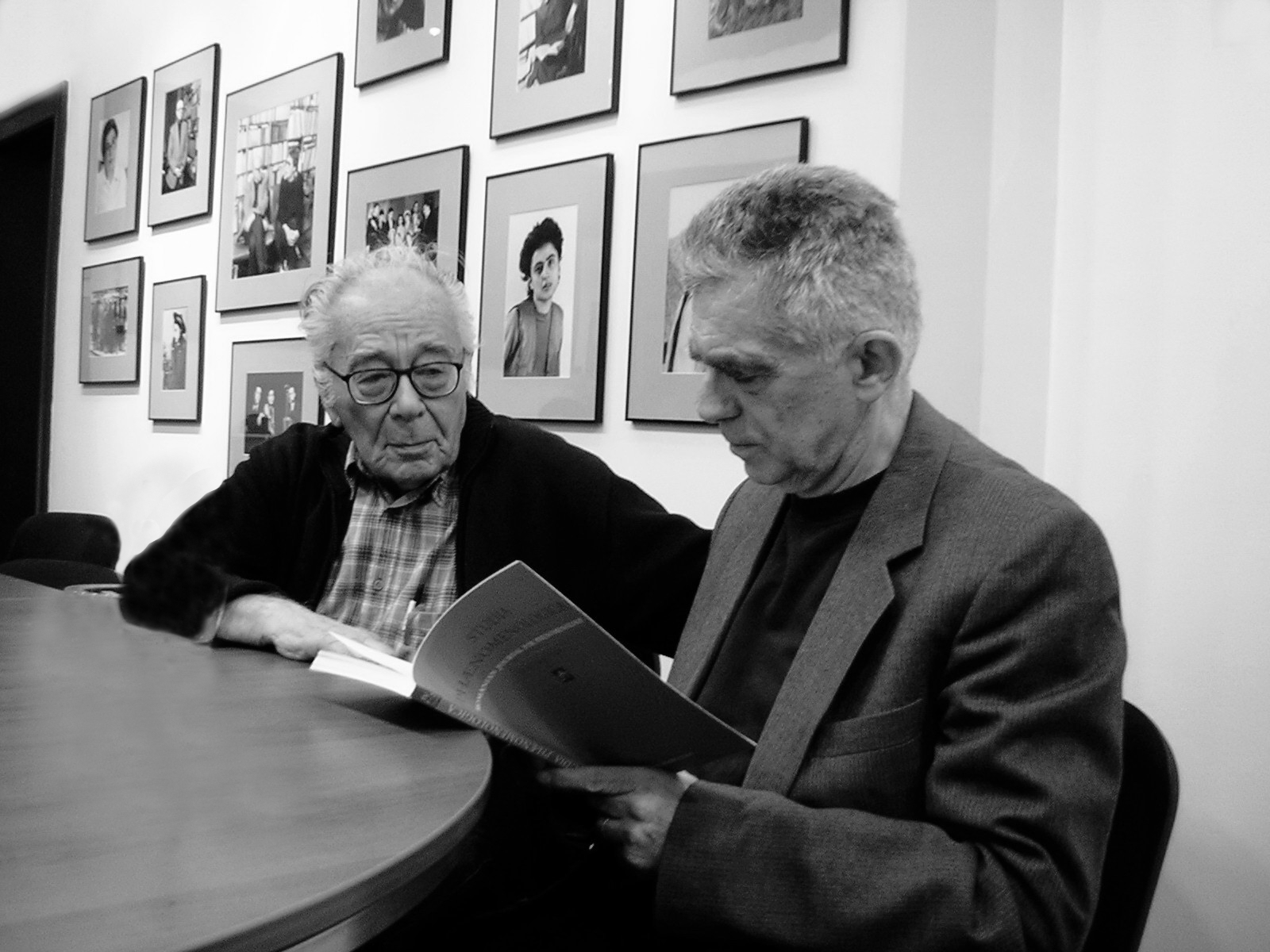
Mihai Șora și Sorin Vieru, 2005

Sorin Vieru (1934, Iași - 14 noiembrie 2018, București) a fost un filozof și publicist român, profesor la Facultatea de Filozofie a Universității din București.
Sorin Vieru s-a născut la Iași și a fost fratele compozitorului Anatol Vieru. După absolvirea Liceului „Mihai Viteazul“ și a Facultății de Filozofie din București, obține doctoratul în filozofie în 1971. Specializat în logică, lucrează ca cercetător la Institutul de Filozofie și apoi la Centrul de Logică. Din 1990 devine profesor universitar la Universitatea din București.

## Volume publicate
- Încercări de logică: studii fregeene, Ed. Paideia, 1997
- Axiomatizari și modele ale sistemelor silogistice, 1975
- Momentan, 1991 (versuri)
- Ultima Thule (versuri), publicat in 2015, Humanitas

## Traduceri
- Cauzalitatea în filozofie și știință. Ion V. Perminov, 1988
- Dezvoltarea logicii. William Kneale; Martha Kneale, 1974
- Experiență și teorie: eseu de filozofie a științei. Stephan Körne, 1969
- Fundamentele aritmeticii: o cercetare logico-matematică asupra conceptului de număr, Gottlob Frege, 2000
- Parmenide. Platon, 1994
- Riscul gîndirii. împreună cu Terente Robert, 1990
- Semnificație și necesitate: un studiu de semantică și logică modală. Rudolf Carnap, 1972

## Altele
- Postfață Explorări logico-filozofice. Mircea Dumitru, 2004.